# Mausoleum von Dschingis Khan

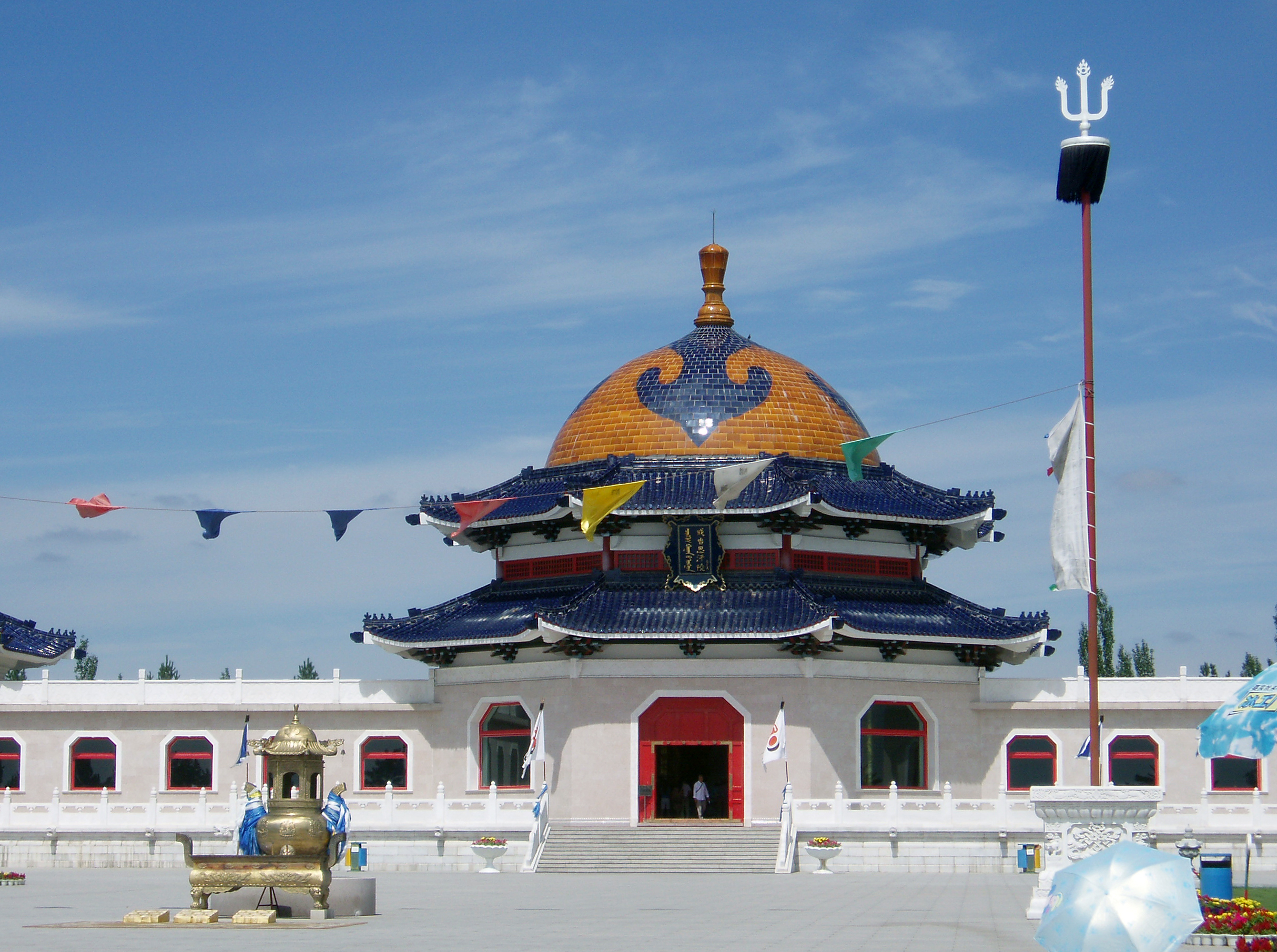
Hauptgebäude

Das Mausoleum von Dschingis Khan ist ein Mausoleum, das Dschingis Khan gewidmet ist und in dem er als Ahnherr, Dynastiegründer und Gottheit verehrt wird. Das Mausoleum wird bei den Mongolen traditionell als Schrein des Herrn bezeichnet, da es nie wirklich den Körper des Khans enthielt. Es ist das Hauptzentrum für die Verehrung von Dschingis Khan, eine wachsende Praxis im mongolischen Schamanismus sowohl in der Inneren Mongolei, wo sich das Mausoleum befindet, als auch in der Mongolei.
Das Mausoleum befindet sich im Ejinhoro-Banner auf dem Stadtgebiet von Ordos im Südwesten der Inneren Mongolei, welche Teil der Volksrepublik China ist. Die Haupthalle ist eigentlich ein Kenotaph, in dem der Sarg keinen Körper enthält (nur Kopfschmuck und Accessoires), da das eigentliche Grab von Dschingis Khan nie entdeckt wurde. Das Mausoleum wurde 2011 von der Nationalen Tourismusbehörde Chinas zur Touristenattraktion der höchsten Kategorie (AAAAA) ernannt.

## Das Mausoleum
Das Mausoleum ist von Grasland umgeben und befindet sich knapp 40 Kilometer vom Stadtzentrum von Ordos entfernt. Das heutige Dschingis-Khan-Mausoleum umfasst einen Naturpark, verschiedene Attraktionen und touristische Infrastruktur. Der Grabmalkomplex besteht aus vier durch Korridore miteinander verbundenen Gebäuden in Form von mongolischen Jurten. Das Hauptgebäude besteht aus drei Hallen im Jurtenstil mit gelben Wänden, roten Toren und Fenstern sowie glänzenden Kuppeln. Im Inneren befinden sich die Särge von Dschingis Khan und im Ostgebäude die seiner Gemahlin und seines Sohnes. Die Stätte verwendet ein Fünf-Farben-Schema aus Blau, Rot, Weiß, Gold und Grün, um die multiethnische Natur des Reiches von Dschingis Khan sowie Himmel, Sonne und Feuer, Milch, Erde und Prärie darzustellen.

Grabmalkomplex

## Geschichte
Nachdem Dschingis Khan am 12. Juli 1227 in oder in der Nähe von Gansu gestorben war, sollen seine sterblichen Überreste in die zentrale Mongolei zurückgebracht und nach seinen persönlichen Anweisungen heimlich und ohne Kennzeichnung bestattet worden sein. Die tatsächliche Begräbnisstätte ist unbekannt, lag aber höchstwahrscheinlich nicht in Ejinhoro. Nach seinem Tod entstand ein Kult um Dschingis Khan unter den Mongolen und sein Enkel Kublai Khan errichtete Tempel für den Kult seines Großvaters in Daidu und Shangdu. Ein kaiserlicher Beamter unterhielt in Karakorum neun „Paläste“ für Rituale im Zusammenhang mit seinem Kult. Nach dem Fall der Yuan-Dynastie im Jahr 1368 wurden diese festen Bauten durch tragbare Mausoleen, die „acht weißen Jurten“, ersetzt, in denen die Reliquien von Dschingis Khan transportiert wurden, bestehend aus seinen persönlichen Gegenständen, einschließlich seines Sattels, Bogens und anderer Objekte.
Das heutige Gebäude in Ordos wurde zwischen 1954 und 1956 von der Regierung der Volksrepublik China im traditionellen mongolischen Stil errichtet, der Schrein und zahlreiche Objekte des Mausoleums sind allerdings bedeutend älter. Die Reliquien des großen Khan wurden aus dem Kloster Kumbum Champa Ling in Qinghai wieder nach Ordos verbracht, welche während des Zweiten Weltkriegs aus Ordos evakuiert worden waren. Im Jahr 1968 zerstörten die Rotgardisten während der Kulturrevolution fast alles Wertvolle am Heiligtum. Die Gebäude selbst wurden im Rahmen der Vorbereitungen auf einen möglichen Krieg mit der Sowjetunion zehn Jahre lang in ein Salzlager verwandelt. Im Zuge der Reform- und Öffnungspolitik von Deng Xiaoping wurde die Stätte bis 1982 restauriert und als Stätte für „patriotische Erziehung“ gefördert. Es wurden Repliken der früheren Reliquien angefertigt, und 1989 wurde eine große Marmorstatue von Dschingis fertiggestellt. In den 2000er Jahren wurde die Stätte renoviert und erweitert. Nahe Häuser, Geschäfte und Hotels wurden aus dem Bereich des Mausoleums in einen 3 km entfernten Bereich verlegt und durch neue Gebäude im gleichen Stil wie das Mausoleum ersetzt.

## Dschingis-Khan-Verehrung

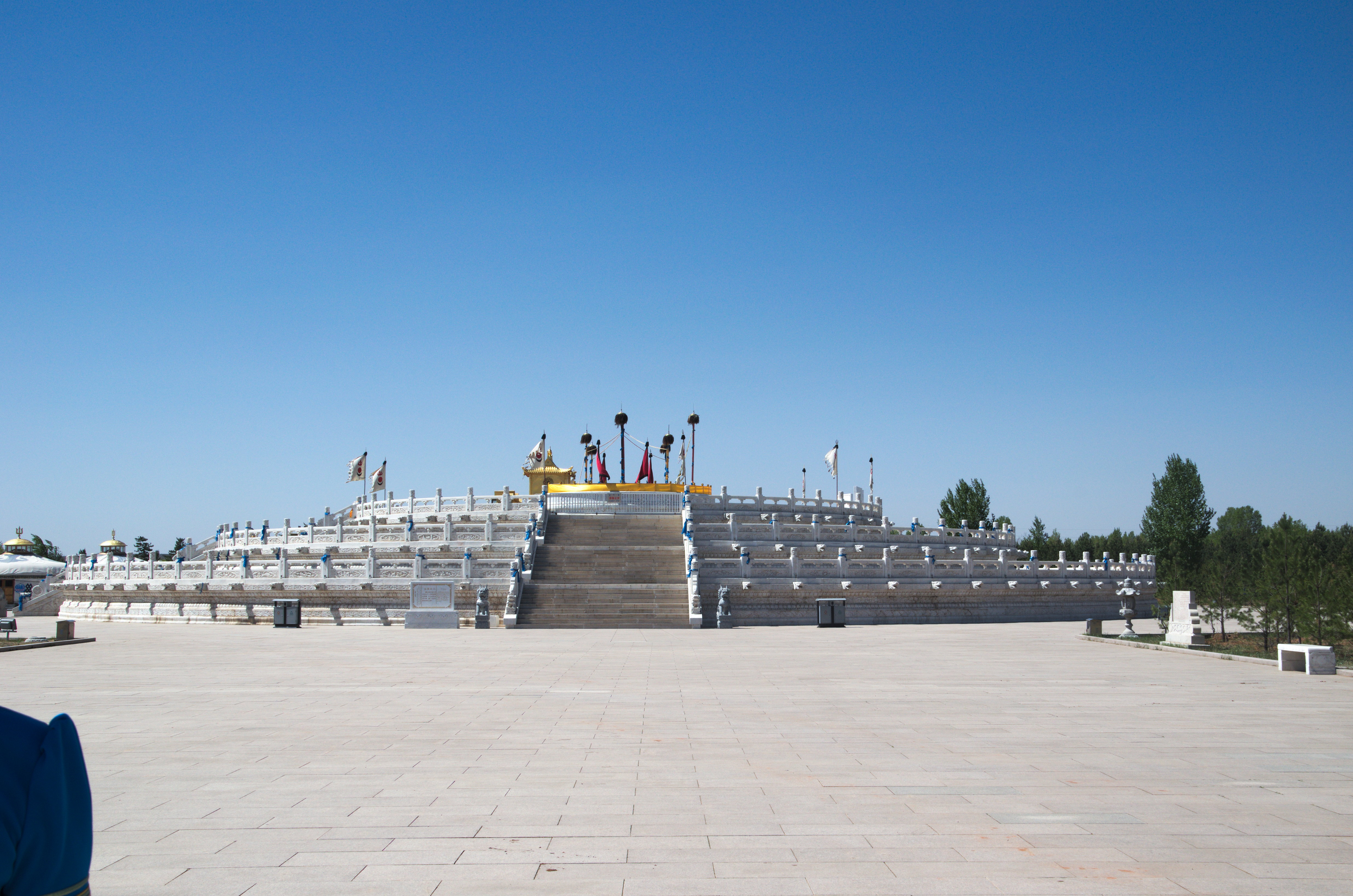
Opferaltar im Freien

Die Verehrung von Dschingis Khan ist eine Praxis des mongolischen Schamanismus. Die Stätte ist ein Zentrum der modernen Dschingis-Khan-Verehrung. In der Inneren Mongolei und in Nordchina gibt es weitere Mausoleen, die diesem Kult gewidmet sind. Das Mausoleum wird von dem mongolischen Clan der Darkhad bewacht, die auch die religiösen Feste überwachen. An der Stätte werden an bestimmten Tagen des Jahres schamanistische Zeremonien abgehalten und rituelle Opfer für die Seele von Dschingis Khan erbracht. Nach den Zeremonien finden traditionelles mongolische Naadam-Wettbewerbe statt, mit Sportarten wie Ringen, Reiten und Bogenschießen.